# Diogo de Murça

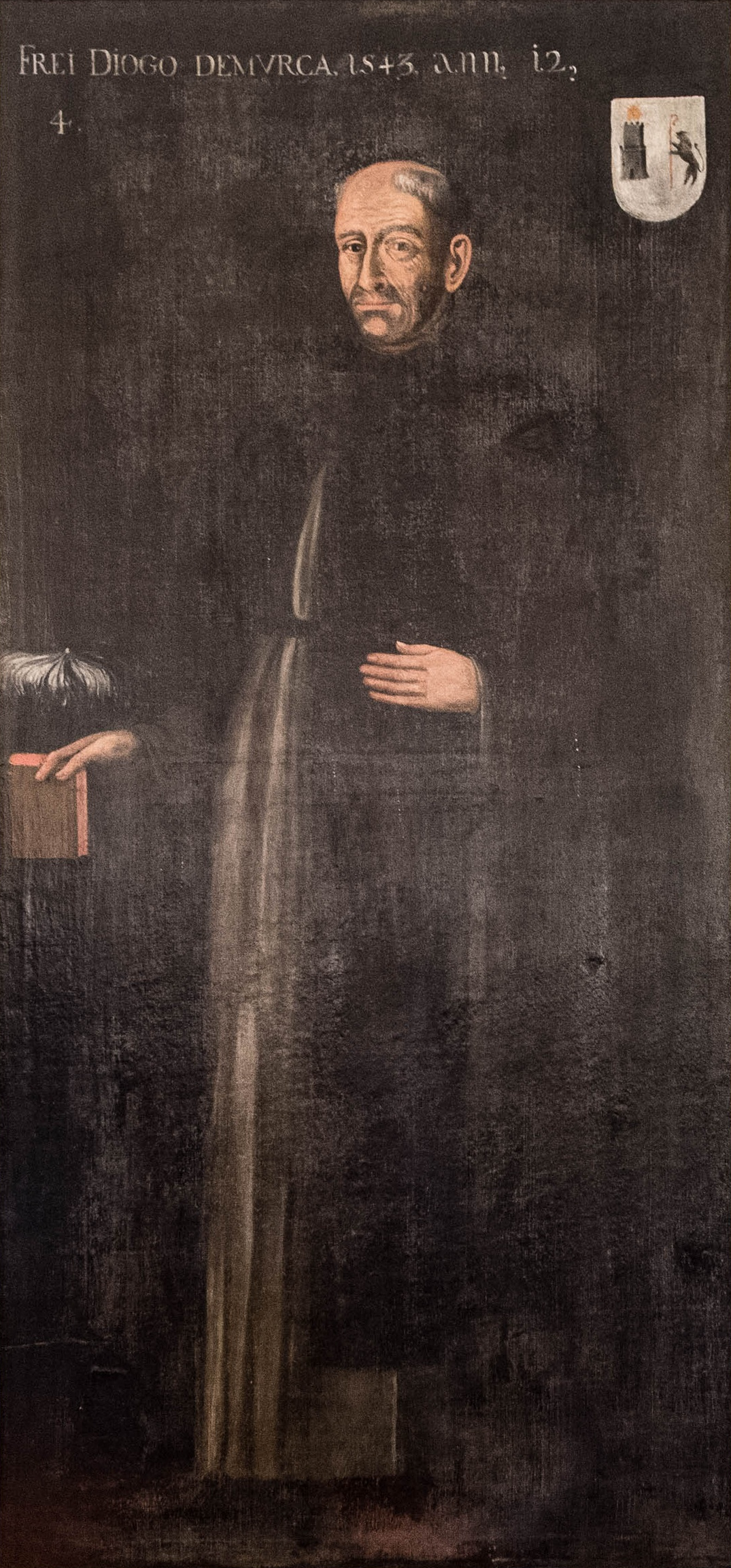
Retrato de Frei Diogo de Murça, Universidade de Coimbra

Frei Diogo de Murça (Murça, c. 1495 - Refojos de Basto, 13 de março de 1561), no secular Diogo Guedes ou Diogo Pinto, foi um frade português da Ordem de São Jerónimo, reitor da Universidade de Coimbra de novembro de 1543 a setembro de 1555, onde teve um papel de grande destaque, em especial no campo das Humanidades.

## Biografia
De origem nobre, nasceu em Murça, muito provavelmente em meados da década de 1490, visto haver referências a ter partido para Paris (juntamente com quem viria a ser a outra grande figura hieronimita do segundo terço do séc. XVI, Frei Brás de Barros) no ano de 1517, "no vigor da mocidade, dobrados já os vinte anos".
Em 1513 professou no Mosteiro da Penha Longa em Sintra, da Ordem de São Jerónimo, adoptando aí o nome de Diogo de Murça.
Em 1517 esteve no Colégio de Montaigu, em Paris, seguindo depois para a Universidade Católica de Lovaina, onde se doutorou em Teologia no dia 27 de maio de 1533, grau que lhe foi formalmente atribuído por Nicolau Clenardo, que já anteriormente, em 29 de setembro de 1530, o admitira ao grau de licenciado.
Dois anos mais tarde, em 1535, encontrava-se já em Portugal com o objectivo de constituir um colégio na referida Penha Longa, onde pudesse colocar em prática o método de estudo que observara em Lovaina.
Em 1537, D. João III mandou-o transferir o colégio para o Mosteiro de Santa Marinha da Costa, em Guimarães, sendo Frei Diogo nomeado seu prior, antes de 8 de setembro de 1537. Em agosto do mesmo ano, o colégio foi visitado por Nicolau Clenardo, que lá participou numa ceia com Frei Diogo, e escreveu ter este instalado no mosteiro três lentes, um deles, ensinando a retórica, "sob cujas bandeiras milita um filho de el-rei (D. João III), de quatorze anos de idade".
Foi nomeado Reitor da Universidade de Coimbra por provisão régia de 5 de novembro de 1543, com uma remuneração de 60 mil reais por ano. Como acima se refere, anteriormente a essa data, Frei Diogo de Murça já exercera a função de mestre e educador do Infante D. Duarte, filho de D. João III. Foi o primeiro reitor com o grau de Doutor e o único proveniente da Ordem de São Jerónimo.
No desempenho do seu cargo, teve um papel de especial importância, através dos actos de unificação da Universidade e da sua concentração num mesmo local, sob a dependência direta do reitor. Sob o seu reitorado, a Universidade recebeu novos estatutos, no ano de 1544.
Propôs ainda a reforma dos estudos menores ao rei D. João III, conseguindo que este fundasse o Real Colégio das Artes em Coimbra, que seria formalmente incorporado na Universidade em 1549.
Detentor de uma grande cultura humanística, levou a Universidade portuguesa à sua época de maior esplendor. Um exemplo disso foi o regresso a Coimbra, como Lente de Matemática, da grande personalidade da ciência da época, o Dr. Pedro Nunes (por provisão de 15 de outubro de 1544); e D. António, Prior do Crato, obteve a sua licenciatura na Universidade, nemine discrepante, em 25 de maio de 1551.

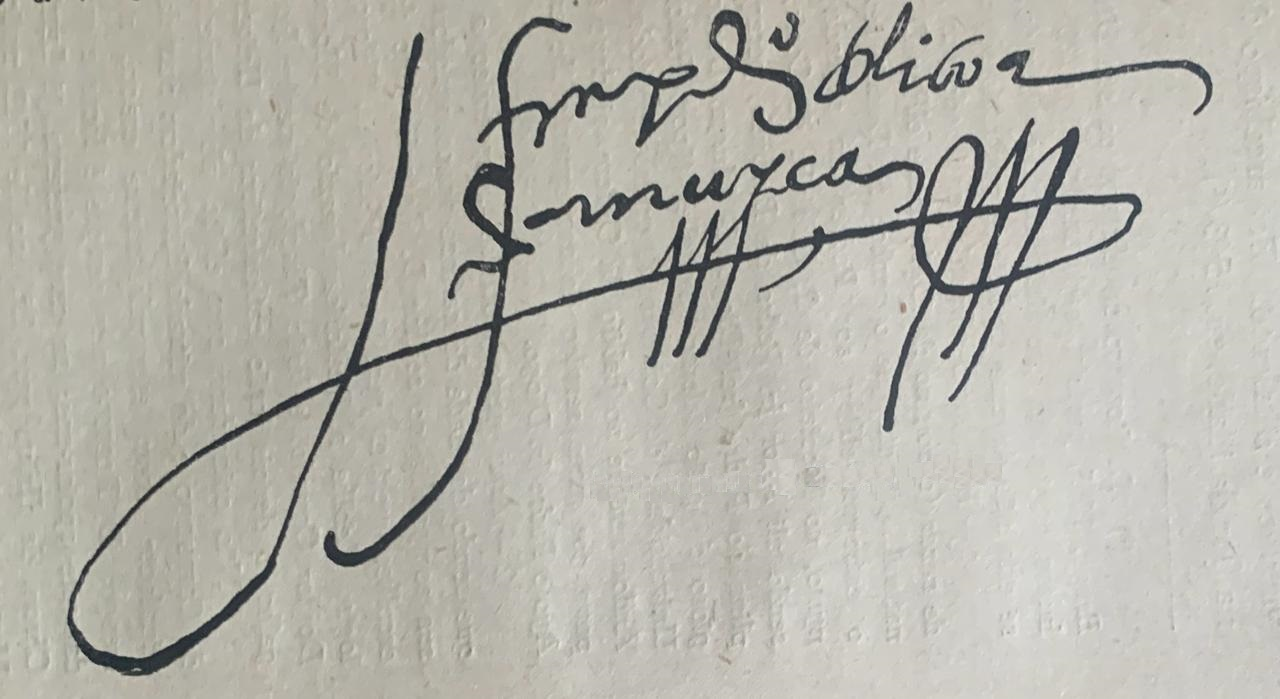
Assinatura de Frei Diogo de Murça

Foi o fundador do Colégio de São Jerónimo de Coimbra, autorizado pela bula papal ''In eminenti Apostolicae Sedis'', de 28 de Março de 1549 (Papa Paulo III). Em 1550, Frei Diogo obteve ainda da Santa Sé uma autorização para usar parte das rendas do mosteiro de São Refojos de Basto, de que era já então administrador, para a edificação desse Colégio e também do futuro Colégio de São Bento, igualmente situado em Coimbra. Como monge hieronimita, envolveu-se pessoalmente nas atividades do colégio de S. Jerónimo, tendo-lhe cedido instalações provisórias logo em 1550.
Também no ano de 1550, numa demonstração do grande apreço do rei por Frei Diogo de Murça, D. João III visitou a universidade, acompanhado pela rainha D. Catarina e pelo príncipe herdeiro D. João Manuel. O Reitor da Universidade no século XVIII (de 1722 a 1744), Francisco Carneiro de Figueiroa, descreveu em detalhe o cerimonial dessa visita régia, em que D. João III ouviu as lições de vários professores, testemunhando assim o seu interesse por "uma academia que, agradecida, o considerava como seu regenerador .. a nova Universidade de Coimbra colocada entre as mais ilustres que na época existiam".
No âmbito da grande atenção que dedicou ao desenvolvimento da cultura em Portugal deixou uma notável bilbioteca, cuja relação está na Universidade de Coimbra, entregue com recibo de quitação, em 26 de Fevereiro de 1566, por seus sobrinhos D. João Pinto, administrador do Mosteiro de Refóios e do Colégio de São Bento de Coimbra, e Gonçalo Pinto, testamenteiro de Fr. Diogo, com o título de "livros que ficaram do padre Fr. Diogo de Murça que Deus haja". Essa bilbioteca mereceu um estudo detalhado por parte do professor e filósofo Joaquim de Carvalho.
Na construção da sua livraria, bem como em outros empreendimentos, é possível que Frei Diogo tenha aplicado rendas e talvez propriedades da sua Congregação como se seus fossem, pelo que se originaram algumas demandas e controvérsias, que contudo terminariam em 1562, com um acordo alcançado - graças à intervenção da rainha e regente, D. Catarina de Áustria - entre a ordem de S. Jerónimo e o Padre Dom João Pinto, o acima referido sobrinho de Frei Diogo e seu sucessor na administração dos colégios e da comenda de Refóios.
Frei Diogo, que foi "incontestavelmente um dos reitores mais insignes da Universidade de Coimbra", "em cujo reitorado a Universidade de Coimbra atingiu o apogeu dos seus dias de glória", deixou o cargo de reitor em 28 de setembro de 1555, sendo sua obra final a fundação nesse ano, em Coimbra, do acima referido colégio de São Bento, destinado aos monges beneditinos que frequentavam cursos universitários. A história do colégio seria escrita no século seguinte por Frei Leão de São Tomás, na sua Benedictina Lusitana.
Passou os últimos anos da sua vida no mosteiro beneditino de Refojos de Basto, de que foi Abade Comendatário, aí falecendo em 13 de março de 1561.

## Família
Era filho segundogénito de Gonçalo Vaz Guedes (primo co-irmão de Baltasar Guedes, 7.º capitão-mor do Ceilão português), com D. Maria Pereira Pinto; e bisneto na linha paterna de outro Gonçalo Vaz Guedes, 3.º senhor de Murça.
Teve dois irmãos, dos quais o sucessor na casa paterna foi Francisco Vaz Guedes (ou Francisco Vaz Pinto), cujos descendentes herdariam por casamento, no final do século XVI, a casa e os vínculos da família Coelho, senhores de Felgueiras, tendo por esse motivo passado a usar os apelidos Pinto Coelho.
Frei Diogo de Murça foi muito próximo do seu outro irmão, João Pinto Pereira, tendo chegado a interceder junto de D. João III no sentido de este não esquecer a promessa de lhe atribuir o cargo de alcaide-mor de Ervededo. E o filho de João Pinto Pereira, o acima referido D. João Pinto, sucederia a Fr. Diogo como Abade comendatário do mosteiro de São Miguel de Refojos de Basto.
Deste seu irmão João Pinto Pereira, foi neto D. Francisco Pereira Pinto, bispo eleito do Porto em 1640, que instituiu a favor do seu sobrinho, Francisco Pereira Pinto Guedes, o morgado do Arco em Vila Real, em 20 de abril de 1636; morgadio esse que seguiria na posse da família Vaz Guedes Pereira Pinto até à extinção dos vínculos em Portugal, no ano de 1863.